# Салаш на Носи
Салаш на Носи са припадајућом стамбеном зградом, шталом и магазом за жито, највероватније су подигнути на почетку 20. века, на основу компарације са сличним салашима на суседном Лудашком шору. Остале зграде су могле бити касније зидане. Салаш представља непокретно културно добро као споменик културе.
Првобитна стамбена кућа је била са тремом, који је шездесетих година претворен у оставу и у предсобље и између озиданих стубова трема постављени су трокрилни прозори. У средини су релативно велика двокрилна стаклена врата. Истих година је направљена плафонска конструкција. Салаш се налази на крају шора и остао је као засебна целина, јер није изграђен у регулационој линији улице. Главна зграда је троделне основе са ходником у предњем делу. Предња соба је била чиста соба док је задња соба била за становање. Кухиња је раније била са отвореним оџаком, на тавану је сачувана комплетна конструкција оџака, а у кухињи је остало само ложиште за „бања пећ”. У чистој соби је сачувана бања пећ, док је у летњој кухињи зидана пећ. 
Кровна конструкција је на распињаче, кровни покривач је трска, а на врху крова су причвршћени магарчићи. Кућа је зидана од черпића, са ојачаним угловима, у виду пиластера од црвене фуговане опеке. Прозори су двокрилни са Т поделом окана, и назначеним прозорским рамом од зидане црвене опеке. Штала и летња кухиња су под истим кровом. Основа је од два дела. Предњи део је била летња кухиња, док је већи део намењен за шталу.
Пред кућом је мали воћњак. Парцела је релативно мала, упоређујући је са парцелама осталих салаша. Са све четири стране је обухваћена разним објектима. Око окућнице није постојала ограда. Стамбена зграда и шупа су паралелне у правцу север-југ, а штала и магазин који су такође паралелно подигнути у правцу исток-запад.
Између ове зграде су саграђени остали економски објекти, чардак, кокошињац, крушна пећ, бунар. Најкарактеристичнија зграда окућнице је магазин за жито, испод магазина је био подрум за вино. Зидови су од опеке идентични конструктивно-декоративни елементи као и на кући. На крају дворишта налазе се под истим кровом шупа и тор за овце. Уз салаш није био пашњак. Првобитни власник је био ситан сељак, са окућницом од два јутра земље.
Gодине 1999. променом власника салашки комплекс је непримереном изградњом помоћних објеката девастиран.